# David Warner
David Warner (Manchester, 29 juli 1941 – Londen, 24 juli 2022) was een Brits acteur.

## Korte biografie
David Warner had een weinig gelukkige jeugd waarin hij op acht verschillende scholen zat. Zijn ouders scheidden toen hij een tiener was. Hij ging naar de Royal Academy of Dramatic Art, wat hem maar matig beviel. Daarna werd hij lid van de Royal Shakespeare Company. Nadat hij twee jaar Hamlet had gespeeld, was hij een bekende persoonlijkheid geworden. Hij speelde toen ook al in (televisie-)films. Hij speelde tot aan zijn dood in bijna 200 films en televisieproducties.
Warner overleed op 80-jarige leeftijd aan een kankergerelateerde ziekte.

## Filmografie (selectie)
(Tussen haakjes is de regisseur vermeld.)
- 1963 - Tom Jones (Tony Richardson), als Blifil
- 1966 - Morgan: A Suitable Case for Treatment (Karel Reisz), als Morgan Delt
- 1967 - The Deadly Affair (Sidney Lumet), als Edwaes II (niet-gecrediteerd)
- 1968 - The Fixer (John Frankenheimer), als graaf Odoevsky
- 1968 - The Sea Gull (Sidney Lumet), als Konstantin Trepljov
- 1969 - Michael Kohlhaas (Volker Schlöndorff), als Michael Kohlhaas
- 1970 - Perfect Friday (Peter Hall), als Lord Nicholas Dorset
- 1970 - The Ballad of Cable Hogue (Sam Peckinpah), als dominee Joshua
- 1971 - Straw Dogs (Sam Peckinpah), als Henry Niles
- 1973 - A Doll's House (Joseph Losey), als Torvald Helmer
- 1976 - The Omen, als Keith Jennings
- 1977 - Providence (Alain Resnais), als Kevin Langham
- 1977 - Cross of Iron (Sam Peckinpah), als Hauptmann Kiesel
- 1978 - The Thirty Nine Steps, als Sir Edmund Appleton
- 1979 - S.O.S. Titanic, als Lawrence Beesley
- 1981 - Time Bandits (Terry Gilliam), als het kwade genius
- 1981 - The French Lieutenant's Woman (Karel Reisz), als Murphy
- 1982 - Tron (Steven Lisberger), als Ed Dillinger/Sark/MCP
- 1983 - The Man with Two Brains (Carl Reiner), als dokter Alfred Necessiter
- 1984 - A Christmas Carol (Clive Donner), als Bob Cratchit
- 1984 - The Company of Wolves (Neil Jordan), als vader
- 1988 - Magdalene (Monica Teuber), als Baron von Seidl
- 1989 - Star Trek V: The Final Frontier (William Shatner), als St. John
- 1991 - Teenage Mutant Ninja Turtles II: The Secret of the Ooze (Michael Pressman), als prof. Jordan Perry
- 1991 - Star Trek VI: The Undiscovered Country (Nicholas Meyer), als Klingon kanselier Gorkon
- 1992 - The Lost World (Timothy Bond), als professor Summerlee
- 1993 - Quest of the Delta Knights (James Dodson), als Lord Vultare/Baydool/verteller
- 1993 - Piccolo grande amore (Carlo Vanzina), als prins Max
- 1994 - Necronomicon, als dr. Madden
- 1994 - In the Mouth of Madness (John Carpenter), als dr. Wrenn
- 1996 - Seven Servants (Daryush Shokof), als Blade
- 1996 - Beastmaster 3: The Eye of Braxus, als heer Agon
- 1997 - Money Talks (Brett Ratner), als Barclay
- 1997 - Titanic (James Cameron), als Spicer Lovejoy
- 1997 - Scream 2 (Wes Craven), als leraar Gus Gold
- 1999 - Wing Commander (Chris Roberts), als admiraal Geoffrey Tolwyn
- 2001 - Planet of the Apes (Tim Burton), als Sandar
- 2005 - The League of Gentlemen's Apocalypse (Steve Bendelack), als dr. Erasmus Pea
- 2008-2015 - Wallander, als Povel Wallander
- 2018 - Mary Poppins Returns (Rob Marshall), als dr. Erasmus Pea